# Deschampsia
Deschampsia là một chi thực vật có hoa trong họ Hòa thảo (Poaceae).

## Loài
Chi Deschampsia gồm các loài: